# 近蕾银鳞蛛
近蕾银鳞蛛（学名：Leucauge subgemmea），又名金色銀腹蛛，为肖蛸科银鳞蛛属的动物。分布于日本以及中国大陆的陕西、辽宁等地，一般栖息于树林草木。该物种的模式产地在日本。